# Fuggersmühle
Fuggersmühle, auch Fuggermühle ist ein im Niederstettener Stadtteil Oberstetten aufgegangener Wohnplatz sowie eine ehemalige Mühle im Main-Tauber-Kreis im fränkisch geprägten Nordosten Baden-Württembergs.

## Geographie
Der Wohnplatz befindet sich am nordöstlichen Ortsrand von Oberstetten. Der Reutalbach führt direkt am Wohnplatz vorbei.

## Geschichte
Der Wohnplatz kam als Teil der ehemals selbständigen Gemeinde Oberstetten am 1. Januar 1972 zur Stadt Niederstetten.

## Kulturdenkmale
Kulturdenkmale in der Nähe des Wohnplatzes sind in der Liste der Kulturdenkmale in Niederstetten verzeichnet.

## Verkehr
In Oberstetten besteht Anschluss an die L 1001.